# John Grigg (escritor)
John Edward Poynder Grigg (Londres, 15 de abril de 1924-ibidem, 31 de diciembre del 2001), también conocido como lord Altrincham, fue un escritor, historiador y político británico. Fue el segundo barón de Altrincham desde 1955 hasta que renunció a ese título en virtud de la Ley de Nobleza el día en que recibió la aprobación real en 1963.
Grigg dirigió el National Review (1954-1960) como lo había hecho su padre. Era un conservador liberal pero fue derrotado en las elecciones generales de 1951 y 1955. En un artículo para National and English Review en agosto de 1957, Grigg argumentó que la corte de la reina Isabel II era demasiado británico y de clase alta, y en cambio abogó por una corte más "sin clases" y de la Commonwealth. Su artículo causó furor y fue atacado por la mayoría de la prensa, con una minoría, incluido el New Statesman y The Spectator de Ian Gilmour, de estuvo de acuerdo con algunas de las ideas de Grigg.
Dejó el Partido Conservador por el Partido Socialdemócrata (SDP) en 1982.

## Vida y carrera
Nació en Westminster, Grigg era hijo de Edward Grigg, primer barón de Altrincham y su esposa, Joan, hija del político John Dickson-Poynder, primer barón de Islington. Edward Grigg fue un periodista de The Times, liberal y luego conservador, diputado, gobernador de Kenia y miembro del gobierno de Winston Churchill en tiempos de guerra. Su madre realizó la enfermería y obstetricia en Kenia.
Desde Eton, Grigg se unió al ejército británico y fue comisionado como segundo teniente en el regimiento de su padre, la Guardia de Granaderos, en 1943 durante la Segunda Guerra Mundial (1939-1945). Mientras estuvo en el ejército británico, Grigg se desempeñó como oficial de la Guardia en el Palacio de St James y el Castillo de Windsor, Berkshire, y entró en acción como comandante de pelotón en el 1.er Batallón, Guardias de Granaderos, parte de la 5.ª Brigada Acorazada de Guardias de la Guardia Acorazada, en la División, contra el ejército alemán en Francia y Bélgica. Hacia el final de la guerra, se convirtió en oficial de inteligencia.
Después de la guerra, Grigg estudió Historia Moderna en el New College, Oxford. Mientras estaba en la Universidad de Oxford, se ganó una reputación de excelencia académica, ganando el premio University Gladstone Memorial en 1948. El mismo año, después de graduarse con honores de segunda clase, Grigg se unió a National Review, que era propiedad de su padre y lo ayudaba en las ediciones.

### Carrera política
Grigg, conservador liberal y más tarde partidario del Movimiento anti-apartheid, buscó la elección a la Cámara de los Comunes. Se presentó a las elecciones del recién creado Oldham West en las elecciones generales de 1951, pero fue derrotado por el miembro en funciones Leslie Hale. Grigg volvió a disputar el escaño en las elecciones generales de 1955, pero tampoco tuvo éxito. Con la muerte de su padre en diciembre de 1955, Grigg heredó el título de Barón Altrincham, lo que aparentemente terminó con cualquier esperanza de que pudiera volver a presentarse como candidato. No obstante, Grigg se negó a solicitar una orden de citación para ejercer su derecho a un escaño en la Cámara de los Lores.
Cuando Tony Benn (el vizconde de Stansgate) logró obtener la aprobación de la Ley de Nobleza, Grigg fue la segunda persona (después del propio Benn) en aprovechar la nueva ley y renunciar a su nobleza. En 1997, escribió que estaba "totalmente en contra de los escaños hereditarios en el Parlamento" y agregó que en ese momento, en 1963, "se sentía obligado por el honor a negarse, aunque era aburrido tener que cambiar mi nombre nuevamente". Grigg nunca logró su ambición de ser elegido miembro de la Cámara de los Comunes y, posteriormente, dejó el Partido Conservador por el Socialdemócrata en 1982.

### Periodismo
Cuando la salud de su padre se deterioró durante los primeros años de la década de 1950, Grigg asumió la mayor parte de las funciones administrativas y editoriales de la ahora renombrada National and English Review. En el momento de la muerte de su padre en diciembre de 1955, Grigg se había hecho cargo formalmente de la dirección editorial y comenzó a editar Review en una publicación que reflejaba más sus puntos de vista.
En 1956, Grigg atacó al gobierno conservador de Anthony Eden por su manejo de la crisis de Suez y presionó para la retirada inmediata de las fuerzas británicas de Port Said. Siguió a su padre al defender la reforma de la Cámara de los Lores, aunque agregó que, en lugar de la reforma, la abolición podría ser la única alternativa. También abogó por la introducción de mujeres sacerdotes en la Iglesia Anglicana.

## Vida personal
Grigg se casó con Patricia Campbell, originaria de Belfast, que trabajaba en National and English Review, el 3 de diciembre de 1958 en la iglesia de Santa María Magdalena, Tormarton, Gloucestershire. Adoptaron a dos niños.

## En la cultura popular
Grigg es interpretado por John Heffernan en la serie de Netflix The Crown. El asesor histórico del programa, Robert Lacey, dijo: "Estoy muy contento de que tengamos todo este episodio sobre Lord Altrincham, quien es una figura muy conocida en Inglaterra, y ahora lo será en todo el mundo".